# Snow (przystanek kolejowy)
Snow (ukr. Снов) – przystanek kolejowy w pobliżu miejscowości Hwozdykiwka, w rejonie koriukowskim, w obwodzie czernihowskim, na Ukrainie. Położony jest na linii Bachmacz - Homel, w pobliżu rzeki Snow.